# Casa George A. C. Christiancy
La Casa George A. C. Christiancy (en inglés: George A. C. Christiancy House) es una casa histórica ubicada en Rancho Santa Fe, California. La Casa George A. C. Christiancy se encuentra inscrita  en el Registro Nacional de Lugares Históricos desde el 5 de agosto de 1991. Lilian Jeanette Rice fue la arquitecta que diseñó la Casa George A. C. Christiancy.

## Ubicación
La Casa George A. C. Christiancy se encuentra dentro del condado de San Diego en las coordenadas 33°01′45″N 117°11′17″O / 33.029167, -117.188056.